# سیدی عبدالله (رحامنه)
سیدی عبدالله (به فرانسوی: Sidi Abdallah) یک منطقهٔ مسکونی در مراکش است که در استان رحامنه واقع شده‌است. سیدی عبدالله ۱۰٬۱۷۵ نفر جمعیت دارد.